# Chulda (postać biblijna)
Chulda – postać biblijna ze Starego Testamentu.
Prorokini, która żyła za panowania króla Jozjasza. Kiedy kapłan Chilkiasz znalazł w Świątyni stary zwój z zapisanym na nim Prawem Boga, Jozjasz poprosił ją o radę. Patrz 2 Krl 22,14 nn. i 2 Krn 34,22 nn.